# كارلا أنتونيلي
كارلا ديلجادو جوميز (ولدت في 13 يوليو 1959 في غويمار ، تينيريفي ، جزر الكناري  ) هي ممثلة إسبانية تستخدم اسم المسرح كارلا أنتونيلي . وهي أيضًا ناشطة ملحوظة في مجال حقوق المثليين والمثليات ومزدوجي الميل الجنسي ومغايري الهوية الجنسانية ولديها موقع دعم كبير للأشخاص المتحولين جنسياً  وسياسية خدمت في جمعية مدريد ، وهي أول شخص عابرة جنسياً تعمل في الهيئة التشريعية في إسبانيا. 

## المهنة
حضرت أنتونيلي معهد الموسيقى والفنون المسرحية في سانتا كروز دي تينيريفي .
في عام 1980 سجلت أول فيلم وثائقي عن تغيير الجنس في TVE2 . لم يتم بثه حتى سبتمبر 1981 ، بعد محاولة انقلاب 23 فبراير 1981 في إسبانيا
الفاشلة من قبل أنطونيو تيجيرو .
اشتهرت أنتونيلي بدور غلوريا في المسلسل التلفزيوني El síndrome de Ulises (serie de televisión) [الإنجليزية] .